# 繰舟橋 (岐阜県)

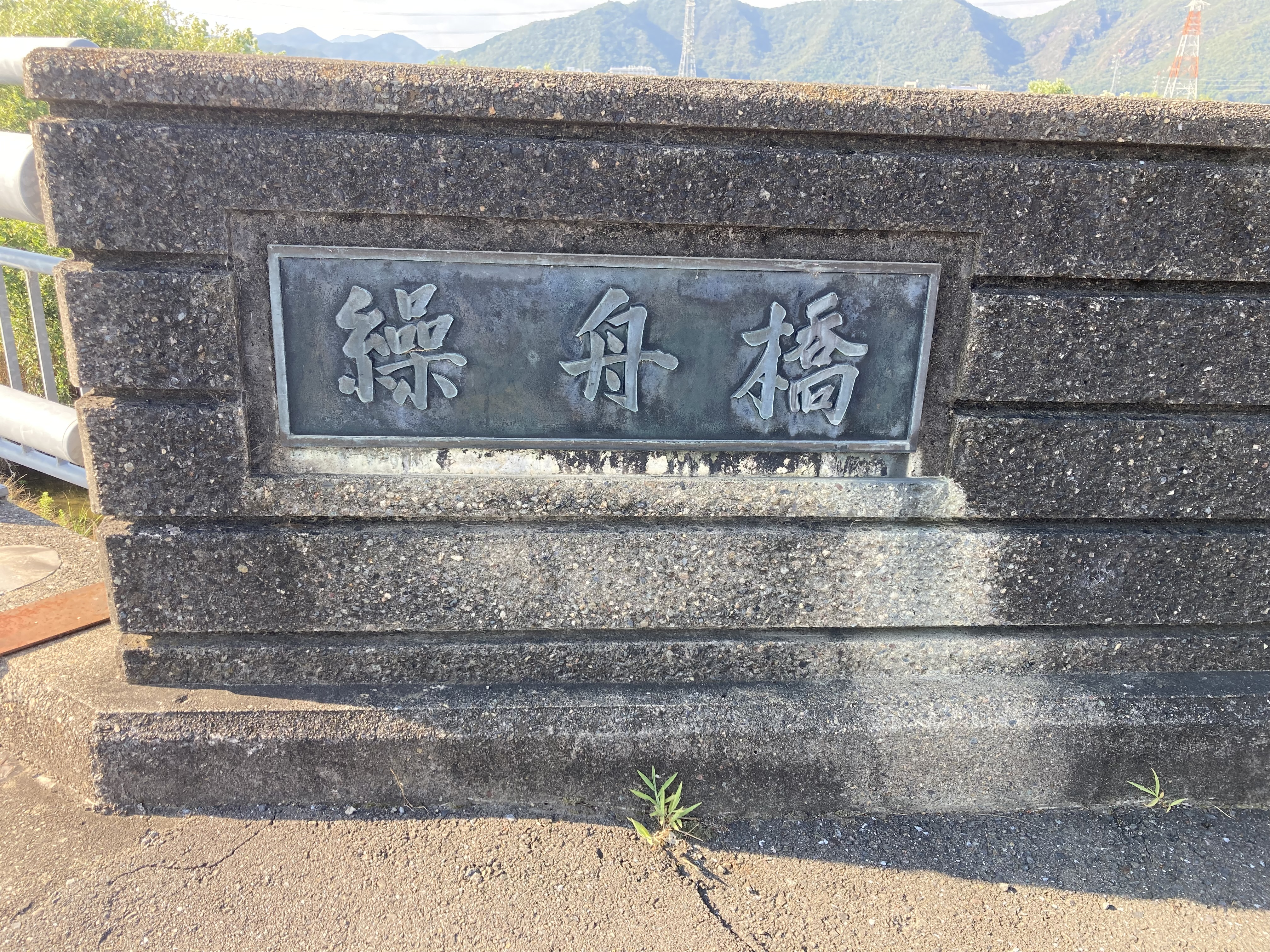
繰舟橋の橋名板

繰舟橋（くりふねばし）は、岐阜県岐阜市の伊自良川に架かる岐阜県道78号岐阜大野線（主要地方道岐阜大野線）の橋である。
岐阜県道78号岐阜大野線の「正木北町南交差点」から繰舟橋を経て「折立稲場交差点」（岐阜県道91号岐阜美山線交点）までの区間が4車線（片側2車線）区間で、繰舟橋を含む「折立稲場交差点」と「正木土居交差点」（岐阜県道77号岐阜環状線交点）の区間は、岐阜大野線の主要渋滞箇所である。

## 概要
- 竣工：1982年（昭和57年）9月[注釈 1]
- 橋長：148.8 m[1]
- 幅員：19.6 m[1]
  - 車道（片側2車線）6.8 m×2、歩道2.0 m×2[2]
- 橋の種類：3径間連続鋼鈑桁橋 + 単純鋼鈑桁橋（両端）
- 床版：RC床版[2]
- 総鋼重：422.0 トン[2]
- 支間割：33.7+33.7+33.7[2]
- 区間：岐阜県岐阜市正木西町 - 岐阜県岐阜市折⽴字柿添

## 橋名の謎
繰舟橋がある岐阜市正木には、字操舟（くりふね）という地名があった。かつてこの付近を流れていた旦川に「操舟の渡し」という渡し船があり、地名の由来は「昔の旦川の渡船をクッて渡ったところから名付けられた」とする。
木曽川上流改修工事に伴い、1933年（昭和8年）4月26日に、現在の橋とほぼ同じ位置に架橋された橋の名は操舟橋である。地名と古い橋の名は手偏の操であり、現在の繰舟橋は糸偏の繰である。このように漢字が異なっている原因は不明であるが、「くりふね」を漢字で「操舟」と表記するのは当て字であり、音読みで「そうしゅう」と読まれるのを避けるため、現在の橋に架け替える際に本来の表記である「繰舟」に変更したと思われる。なお、岐阜市のウェブサイトでは「繰船橋」と表記されているほか、国土地理院の地形図でも、橋名が地図に記載された1972年（昭和47年）改版以降は「繰船橋」と表記されていた。
現在の橋は9.12水害後に行われた伊自良川の河川改修計画に伴い、川幅を拡げるための堤防の引堤工事により、激甚災害対策特別緊急事業（激特事業）として岐阜県工事分で改築されたもので、1982年（昭和57年）9月に竣工した。

## 周辺施設
- 岐阜大学
- 岐阜大学医学部附属病院
- 平野総合病院
- 黒野城址
- マーサ21
- 鷺山城址

## 隣の橋
（下流） 河渡橋 - 【長良川合流点】 - 寺田橋 - 竹橋 - 島大橋 - 尻毛橋 - 記念大橋 - 古川橋 - 伊自良川大橋 - 繰舟橋 - 柳戸橋 - 問屋橋 - 石谷橋 （上流）